# Jared Leto

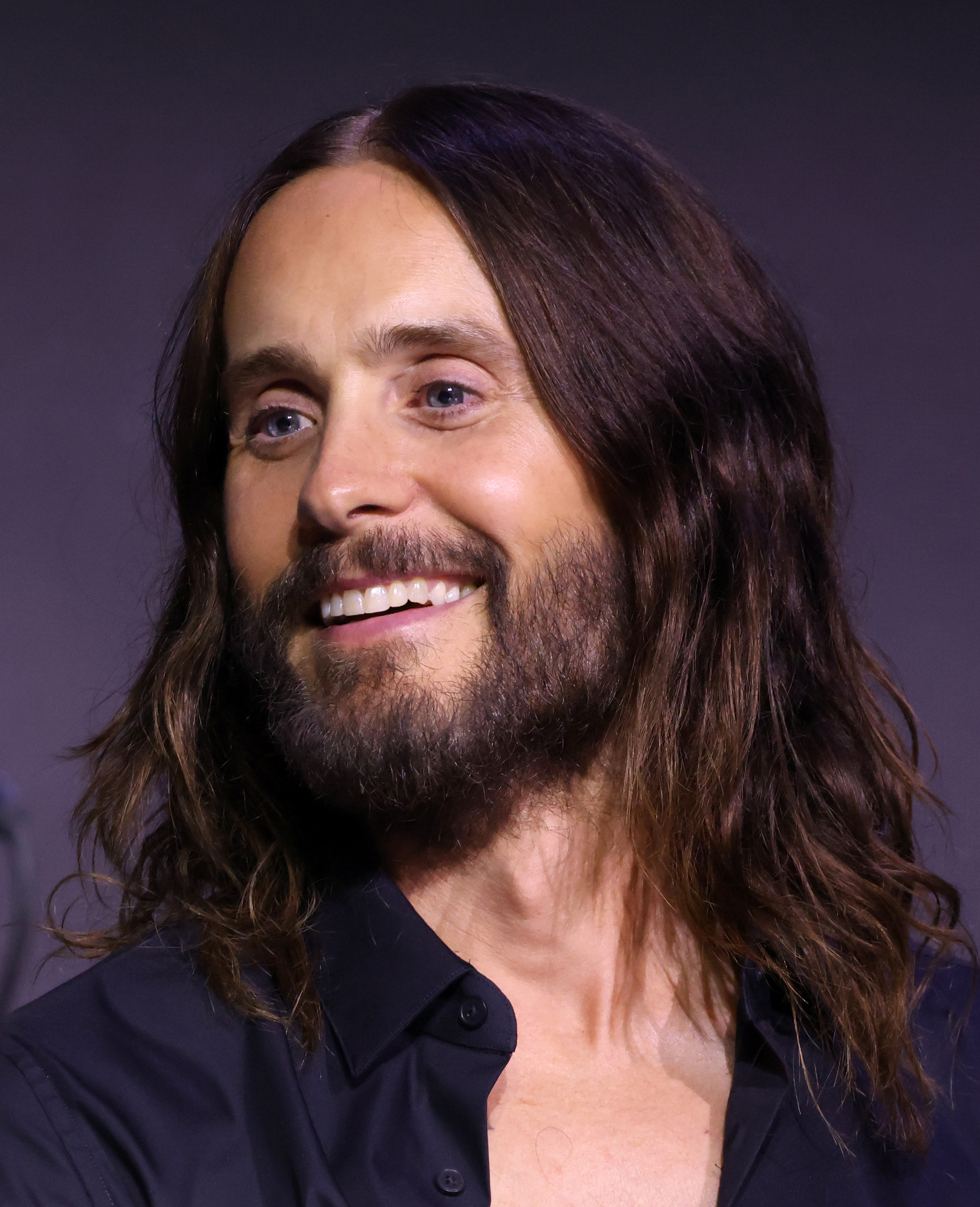
Jared Leto (2025)

Jared Joseph Leto (* 26. Dezember 1971 in Bossier City, Louisiana) ist ein US-amerikanischer Schauspieler sowie Sänger, Gitarrist und Songwriter der Musikgruppe Thirty Seconds to Mars. Als Schauspieler erlangte er in den 1990er Jahren Bekanntheit als Mädchenschwarm Jordan Catalano der Fernsehserie Willkommen im Leben. Für die Rolle der transgeschlechtlichen Rayon im Drama Dallas Buyers Club erhielt er 2014 den Oscar als bester Nebendarsteller.

## Leben
Leto wuchs unter anderem auf Haiti und in Colorado auf. An der Emerson Preparatory School in Washington, D.C. machte er 1989 seinen Abschluss. Anschließend studierte er an der University of the Arts in Philadelphia und ging danach an die School of Visual Arts (SVA) in New York. Von 1999 bis 2003 war er mit der Schauspielerin Cameron Diaz liiert.
2011 stand Leto als Model für Hugo Boss vor der Kamera, 2016 für Gucci.

## Schauspiel

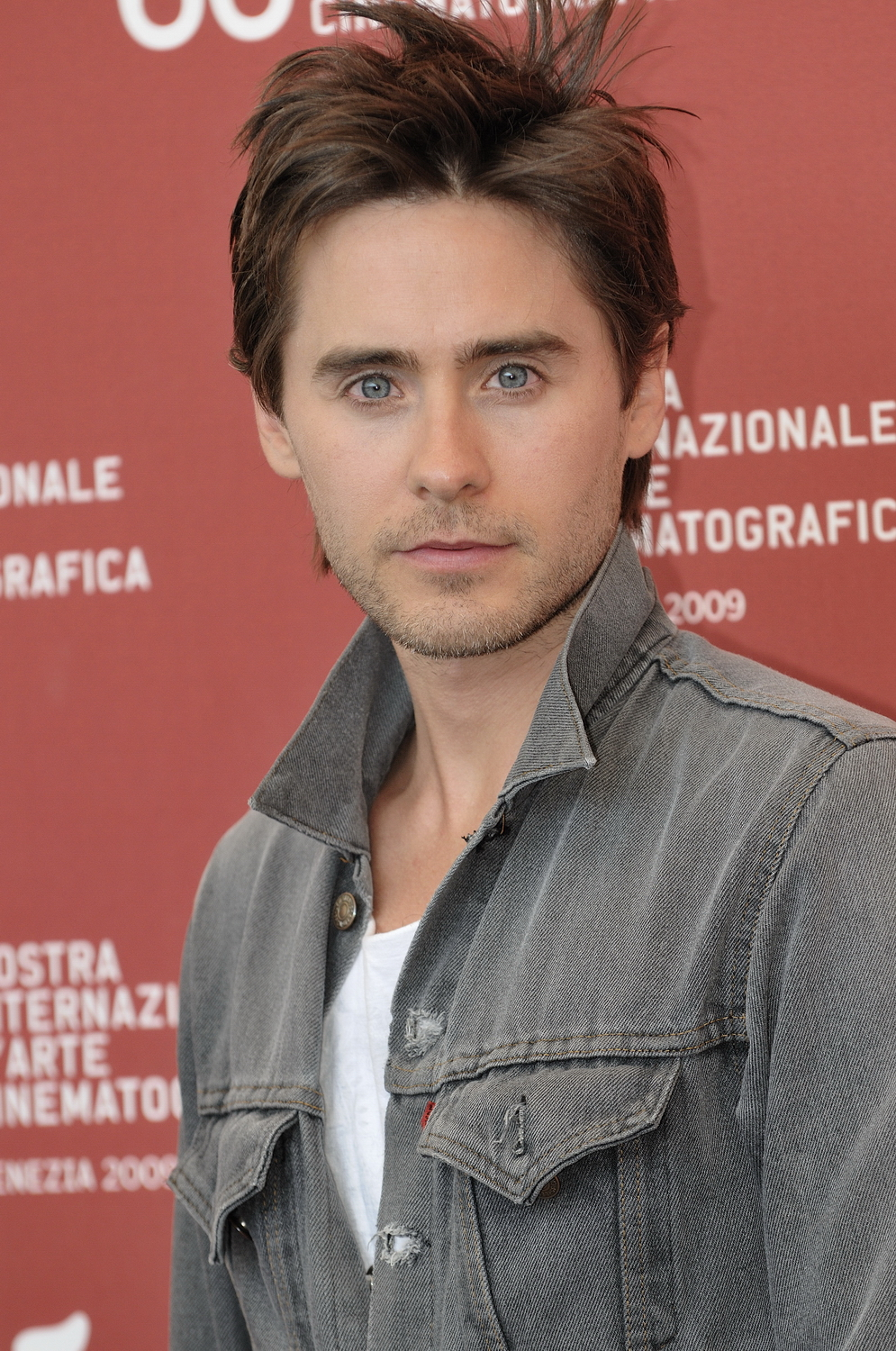
Jared Leto (2009)

1992 zog Leto nach Los Angeles. Er schaffte seinen Durchbruch als Schauspieler mit der Fernsehserie Willkommen im Leben (My So-Called Life), bei der er von 1994 bis 1995 in allen 19 Folgen mitspielte. Die Serie gilt auch noch Jahrzehnte nach ihrer kurzen Laufzeit als Kultserie. In Folge spielte Leto Rollen in größeren Filmproduktionen, darunter auch Nebenrollen in Filmen wie Der schmale Grat, Fight Club oder American Psycho.
Größere Beachtung fand er erst im Jahr 2000 durch seine Darstellung eines Heroinsüchtigen im Film Requiem for a Dream. Rollen in Produktionen wie Alexander von Oliver Stone und Panic Room von David Fincher folgten. In dem Film Lord of War – Händler des Todes spielte er 2005 Vitaly Orlov, den Bruder des Waffenhändlers Yuri Orlov (Nicolas Cage). Für seine Rolle als Mark David Chapman, den Mörder John Lennons, in dem Film Chapter 27 – Die Ermordung des John Lennon nahm Leto ca. 28 Kilogramm an Körpergewicht zu. Nach dem Ende der Dreharbeiten hungerte er sich dieses Übergewicht binnen kürzester Zeit wieder herunter.
Nach der zweijährigen Tour mit seiner Band begann Leto Ende 2012 die Dreharbeiten zu dem Film Dallas Buyers Club. Jared Leto spielte – an der Seite von Matthew McConaughey als Ron Woodroof – die transgeschlechtliche Rayon. Für diese Rolle nahm er ca. 18 Kilogramm ab. Die Darstellung von Rayon brachte Leto den New York Film Critics Circle Award, den Golden Globe Award, den Screen Actors Guild Award sowie zahlreiche weitere Auszeichnungen als Bester Nebendarsteller ein. Außerdem erhielt er in dieser Kategorie einen Oscar. Seine Darstellungen in den Filmen House of Gucci und Morbius brachten ihm jeweils Auszeichnungen des Negativpreises Goldene Himbeere ein.
Leto übernahm in der im August 2016 erschienenen Comic-Verfilmung Suicide Squad die Rolle des Jokers. Diese Rolle nahm er 2021 in Zack Snyder’s Justice League wieder auf. Im Science-Fiction-Film Blade Runner 2049 und dem dazugehörigen Kurzfilm 2036: Nexus Dawn stellte er den Unternehmer Niander Wallace dar.

## Musik

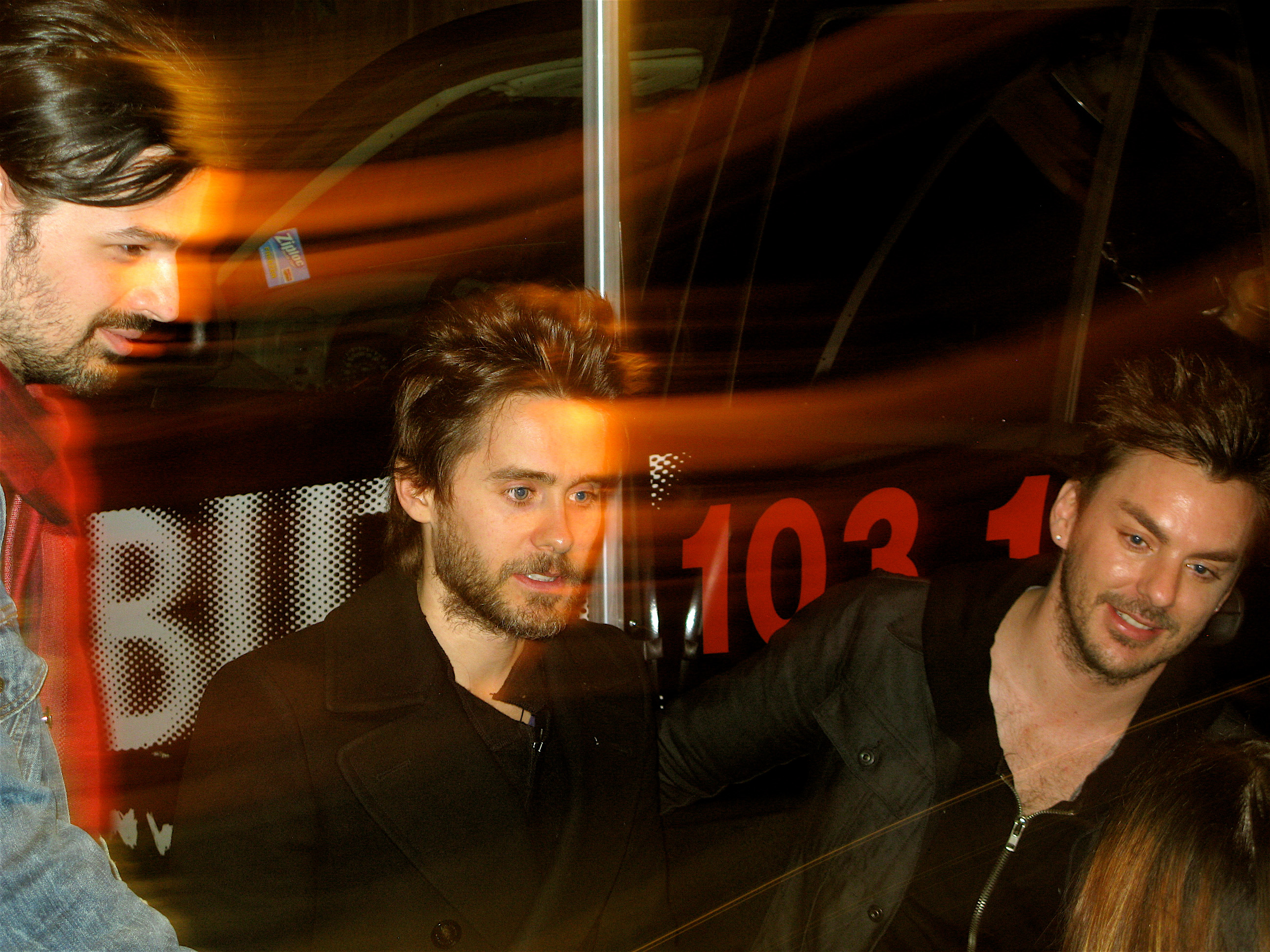
Thirty Seconds to Mars (2009)

1998 gründete Jared Leto zusammen mit seinem Bruder Shannon Leto die Alternative-Rock-Band Thirty Seconds to Mars. In dieser Musikgruppe wirkt Jared Leto von Beginn an als Sänger und Rhythmus-Gitarrist mit und ist für einen Großteil der Texte und Musik verantwortlich. Das zweite Album A Beautiful Lie (2005) erwies sich als Verkaufsschlager, zahlreiche Festivalauftritte und Auszeichnungen folgten.
Leto übernahm auch für einige Musikvideos seiner Band die Rolle des Regisseurs, für die er die Pseudonyme Angakok Panipaq oder Bartholomew Cubbins verwendete. Er legt großen Wert darauf, dass seine Musikgruppe nicht mit seiner Popularität als Schauspieler in Verbindung gebracht oder beworben wird, sondern nur aufgrund ihrer eigenen Qualität. 2013 kam das vierte Album Love, Lust, Faith + Dreams heraus. Das fünfte Album America folgte im April 2018, mit dem Hit Walk on Water. Weitere fünf Jahre später erschien im September 2023 das Album It’s the End of the World but It’s a Beautiful Day.

## Filmografie (Auswahl)
- 1992–1993: Camp Wilder – Ein verrückter Haufen (Camp Wilder, Fernsehserie, 2 Folgen)
- 1993: Alle meine Kinder (Almost Home, Fernsehserie, Folge 1x05)
- 1994: Rebel Highway (Fernsehserie, Folge 1x09)
- 1994: Cool and the Crazy (Cool and the Crazy, Fernsehfilm)
- 1994–1995: Willkommen im Leben (My So-Called Life, Fernsehserie, 19 Folgen)
- 1995: Ein amerikanischer Quilt (How to Make an American Quilt)
- 1996: Last of the High Kings (The Last of the High Kings)
- 1997: Steve Prefontaine – Der Langstreckenläufer (Prefontaine)
- 1997: Switchback – Gnadenlose Flucht (Switchback)
- 1998: Basils Liebe (Basil)
- 1998: Düstere Legenden (Urban Legend)
- 1998: Der schmale Grat (The Thin Red Line)
- 1999: Black and White
- 1999: Fight Club
- 1999: Durchgeknallt (Girl, Interrupted)
- 2000: American Psycho
- 2000: Requiem for a Dream
- 2000: Sunset Strip
- 2002: Highway
- 2002: Panic Room
- 2003: Sol Goode
- 2004: Alexander
- 2005: Lord of War – Händler des Todes (Lord of War)
- 2006: Lonely Hearts Killers
- 2007: Chapter 27 – Die Ermordung des John Lennon (Chapter 27)
- 2009: Mr. Nobody
- 2013: Dallas Buyers Club
- 2016: Suicide Squad
- 2017: 2036: Nexus Dawn (Kurzfilm)
- 2017: Blade Runner 2049
- 2018: The Outsider
- 2021: The Little Things
- 2021: Zack Snyder’s Justice League
- 2021: House of Gucci
- 2022: WeCrashed (Fernsehserie)
- 2022: Morbius
- 2023: Geistervilla (Haunted Mansion)

## Auszeichnungen (Auswahl)
Oscar
- 2014: Auszeichnung als bester Nebendarsteller für Dallas Buyers Club

Golden Globe Award
- 2014: Auszeichnung als bester Nebendarsteller für Dallas Buyers Club
- 2021: Nominiert als bester Nebendarsteller für The Little Things

New York Film Critics Circle Award
- 2014: Auszeichnung als bester Nebendarsteller für Dallas Buyers Club

Screen Actors Guild Award
- 2014: Auszeichnung als bester Nebendarsteller für Dallas Buyers Club

Critics’ Choice Movie Awards
- 2014: Auszeichnung als bester Nebendarsteller für Dallas Buyers Club
- 2022: Nominiert als bester Nebendarsteller für House of Gucci

Independent Spirit Award
- 2014: Auszeichnung als bester Nebendarsteller für Dallas Buyers Club

Chicago Film Critics Association
- 2013: Auszeichnung als bester Nebendarsteller für Dallas Buyers Club

Goldene Himbeere
- 2017: Nominiert als schlechtester Nebendarsteller für Suicide Squad
- 2022: Auszeichnung als schlechtester Nebendarsteller für House of Gucci
- 2022: Nominiert als schlechtestes Leinwandpaar für House of Gucci
- 2023: Auszeichnung als schlechtester Hauptdarsteller für Morbius